# Kornati Nationalpark
Kornati Nationalpark (kroatisk. Nacionalni park Kornati ), også kaldet Nationalpark Kornaten, omfatter en del af Kornati-øgruppen (kroatisk. Kornatski otoci eller blot Kornati ) i den kroatiske del af Adriaterhavet. Kornati-øerne er den tætteste øgruppe i Middelhavet og blev erklæret en nationalpark under streng naturbeskyttelse i 1980. Nationalparken, der er  et karstlandskab, har et samlet areal på 220 kvadratkilometer. Det (undersøiske) havområde omkring øerne hører også til nationalparken.
I alt består nationalparken af 89 øer, holme og klipper. Den største hedder Kornat. Vegetationen på øerne er for det meste sparsom. Øerne er dannet af kalksten og har enten lidt vegetation (maquis) eller er nøgne, og der er hverken vandløb eller kilder. Nationalparkadministrationen ligger i byen Murter på øen af samme navn ikke langt fra øgruppen. Indbyggerne på øen Murter har altid været anset for at have tætte bånd til øgruppen, hvorfor de stadig er ansvarlige for øgruppens administration i dag.
Kornati Cup om foråret er en kapsejlads,  der er den største regatta i Kroatien.

## Navnets oprindelse og geologisk natur
Navnet på Kornati-øerne skyldes de særlige geologiske forhold i denne maritime region. Undergrundens beskaffenhed adskiller sig ikke særligt fra det nærliggende fastland, dvs. Kornati-øernes undergrund består af meget porøs kalksten. I modsætning til alle andre Adriaterhavsøer har Kornati-øerne stejle klippevægge, der skråner mod det åbne hav. Disse klipper kaldes "kroner" (kroatisk krone, italiensk corone) af den lokale befolkning, og er særligt bemærkelsesværdige set fra siden. Nogle steder når klipperne ned til 90 m under havets overflade (f.eks. på øerne Piškera og Rasip). De højeste klipper, der falder stejlt ned i havet, er på øen Klobučar (82 muh.).

## Øerne i Kornati Nationalpark gennem historien

### Neolitikum
Folk boede allerede på Kornati-øerne under yngre stenalder. Dette er indikeret af fund af stenøkser i Zeljkovac-feltet, under Pedinka- bjerget på øen Kornat.

### Illyrere og gotere
De første bekræftede koloniseringer af øerne stammer fra de illyriske og gotiske perioder. Dette indikeres af små firkantede huse, der står alene eller i grupper (der er f.eks. rester under Pedinka-bjerget). Desuden er der små bebyggelser (Šćikat, Stražišće, Tureta, Grba) og klynger, der indikerer en større befolkning på det tidspunkt (disse ligger på næsten alle bakkerne på øerne Kornat og Žut).

### Romerriget
Romerriget satte også sit præg på Kornati-øerne. I dag kan resterne af en villa rustica i Proversi og akvarier på Svrsati beundres. Andre spor fra Romerriget kan hovedsageligt findes under vandet, såsom saltværket i Sipnatam eller havnefaciliteterne i Vela Proversa.

### Det Byzantinske Rige
Ifølge mange efterlod byzantinernes eller goternes styre den mest markante bygning på Kornati-øerne: Tureta-fæstningen på øen Kornat. Bygningen kan henføres til senantikken eller tidlig middelalder og stammer formentlig fra 600-tallet. århundrede, dvs. før kroaternes bosættelse af Adriaterhavet. Det menes, at fæstningen blev bygget til militære formål for at sikre skibsfarten i det dengang farlige Adriaterhav.
Der er også en tidlig kristen basilika (også fra det byzantinske riges tid) under Tureta-fæstningen. I dag kan det meste af apsis og dele af grundmurene besøges. På grund af kirkens størrelse (30×13 m) det antages, at der i denne tid skal have boet et betydeligt antal beboere på øen.
I umiddelbar nærhed af kirken findes spor efter en bygning. Forskere er ikke enige om, hvorvidt det er et tempelridder- eller et benediktinerkloster.

### Folkevandringer
Med kroaternes ankomst til det nuværende Dalmatien, blev den romerske befolkning tvunget til at flygte fra fastlandet til øerne. Dette var dog kun kortvarigt, da havet ikke længere repræsenterede nogen yderligere hindring for kroaterne. Sådan gik det til, at Kornati-øerne indtil den 13. århundrede forblev næsten ubeboet.

### Middelalderen
Fra det 13 århundrede blev  Kornati-øerne befolket igen. Forskellige bygninger fra middelalderen kan besøges. En af disse bygninger er kirken " Gospa od Tarca " (eng. Madonna af Tarac, ofte omtalt som Havets Dronning) i Tarac-bugten, som sandsynligvis blev bygget på resterne af en tidlig kristen basilika. En nøjagtig datering af denne kirke er ikke mulig, så datoerne varierer fra den 12./13. århundrede, 14 århundrede til det 15./16. århundrede Resterne af en saltforekomst og resterne af et saltproduktionsanlæg , der sank i havet  i Lavsa-bugten (formentlig anden halvdel af 1300-tallet), stammer også fra middelalderen.

### Republikken Venedig
Kornati-øerne er  kendt for fiskeri, og var særligt vigtige i det 16. århundrede.  Republikken Venedig byggede et fort på den lille ø Vela Panitula, som hovedsageligt blev brugt til at opkræve skatter på fiskeri fra Kornati-øerne. En fiskerby blev bygget i umiddelbar nærhed af slottet på øen Piškera (Jadra). De to øer var forbundet med en bro. En kirke med gotiske elementer blev også bygget i fiskerbyen og blev indviet i 1560. Med republikken Venedigs fald i slutningen af det 18. århundrede blev fortet og fiskerlejet forladt. I dag er der næsten ikke spor tilbage af landsbyen, det samme gælder fortet. Kirken blev dog restaureret. Det besøges stadig jævnligt i dag.

## Turisme og adgang
Fra de tættere kystbyer tilbydes udflugter til Kornati Nationalpark næsten dagligt i sommermånederne. De fleste udflugter tilbydes fra byen Murter, hvor nationalparkens administration også er placeret. Umiddelbart nord for Kornati National Park ligger Telašćica naturpark.
Adgang til det beskyttede nationalparkområde er mod betaling. Både, der sejler gennem nationalparkområdet, er forpligtet til enten at betale adgangsgebyr på stedet eller forudbetale dette til nationalparkens administration. Derudover gælder strenge adfærdsregler inden for nationalparkområdet.

## Nationalparkens øer
Kort med alle koordinater,  OSM WikiMap
| Nr. | Ø                       | Areal         | Højde | Position                                      |
| --- | ----------------------- | ------------- | ----- | --------------------------------------------- |
| 1.  | Kornat                  | 32.463.820 m² | 237 m | 43°48′06″N 15°20′00″Ø / 43.80167°N 15.33333°Ø |
| 2.  | Piškera                 | 2.668.046 m²  | 126 m | 43°46′00″N 15°20′20″Ø / 43.76667°N 15.33889°Ø |
| 3.  | Levrnaka                | 1.833.883 m²  | 117 m | 43°49′26″N 15°14′45″Ø / 43.82389°N 15.24583°Ø |
| 4.  | Lavsa                   | 1.756.113 m²  | 111 m | 43°45′00″N 15°22′15″Ø / 43.75000°N 15.37083°Ø |
| 5.  | Kurba Vela              | 1.736.793 m²  | 117 m | 43°41′55″N 15°29′40″Ø / 43.69861°N 15.49444°Ø |
| 6.  | Smokvica Vela           | 1.054.430 m²  | 94 m  | 43°43′40″N 15°28′40″Ø / 43.72778°N 15.47778°Ø |
| 7.  | Škulj                   | 881.017 m²    | 145 m | 43°43′20″N 15°27′20″Ø / 43.72222°N 15.45556°Ø |
| 8.  | Silo Velo               | 676.758 m²    | 63 m  | 43°51′10″N 15°13′45″Ø / 43.85278°N 15.22917°Ø |
| 9.  | Lunga                   | 617.814 m²    | 81 m  | 43°43′45″N 15°25′15″Ø / 43.72917°N 15.42083°Ø |
| 10. | Mana                    | 395.627 m²    | 77 m  | 43°48′00″N 15°16′20″Ø / 43.80000°N 15.27222°Ø |
| 11. | Aba Vela                | 383.042 m²    |       | 43°52′00″N 15°12′50″Ø / 43.86667°N 15.21389°Ø |
| 12. | Oključ                  | 358.291 m²    | 69 m  | 43°41′40″N 15°28′30″Ø / 43.69444°N 15.47500°Ø |
| 13. | Kasela                  | 342.384 m²    | 53 m  | 43°44′20″N 15°23′25″Ø / 43.73889°N 15.39028°Ø |
| 14. | Kameni Žakan            | 320.008 m²    | 30 m  | 43°43′10″N 15°26′20″Ø / 43.71944°N 15.43889°Ø |
| 15. | Ravni Žakan             | 301.058 m²    | 38 m  | 43°43′40″N 15°26′05″Ø / 43.72778°N 15.43472°Ø |
| 16. | Gustac                  | 284.502 m²    | 45 m  | 43°46′35″N 15°20′55″Ø / 43.77639°N 15.34861°Ø |
| 17. | Gustac                  | 284.450 m²    | 78 m  | 43°44′50″N 15°23′00″Ø / 43.74722°N 15.38333°Ø |
| 18. | Borovnik                | 273.219 m²    | 56 m  | 43°48′40″N 15°15′15″Ø / 43.81111°N 15.25417°Ø |
| 19. | Svršata Vela            | 270.089 m²    | 31 m  | 43°51′40″N 15°16′35″Ø / 43.86111°N 15.27639°Ø |
| 20. | Gominjak                | 253.298 m²    | 63 m  | 43°43′20″N 15°24′40″Ø / 43.72222°N 15.41111°Ø |
| 21. | Rašip Veli              | 246.069 m²    | 62 m  | 43°46′40″N 15°18′15″Ø / 43.77778°N 15.30417°Ø |
| 22. | Rašip Mali              | 154.559 m²    | 56 m  | 43°47′20″N 15°17′25″Ø / 43.78889°N 15.29028°Ø |
| 23. | Panitula Vela           | 147.762 m²    | 36 m  | 43°45′30″N 15°20′40″Ø / 43.75833°N 15.34444°Ø |
| 24. | Garmenjak Veli          | 131.858 m²    | 56 m  | 43°42′15″N 15°27′40″Ø / 43.70417°N 15.46111°Ø |
| 25. | Koritnjak               | 116.600 m²    | 49 m  | 43°46′55″N 15°20′15″Ø / 43.78194°N 15.33750°Ø |
| 26. | Klobučar                | 110.003 m²    | 82 m  | 43°44′22″N 15°22′58″Ø / 43.73944°N 15.38278°Ø |
| 27. | Lucmarinjak             | 100.503 m²    | 45 m  | 43°41′00″N 15°29′05″Ø / 43.68333°N 15.48472°Ø |
| 28. | Mrtovnjak               | 97.928 m²     | 41 m  | 43°42′26″N 15°32′08″Ø / 43.70722°N 15.53556°Ø |
| 29. | Obrucan Veli            | 96.552 m²     | 66 m  | 43°50′02″N 15°13′38″Ø / 43.83389°N 15.22722°Ø |
| 30. | Bisaga                  | 92.237 m²     | 22 m  | 43°48′33″N 15°16′57″Ø / 43.80917°N 15.28250°Ø |
| 31. | Prišnjak Veli           | 91.812 m²     | 35 m  | 43°44′14″N 15°24′07″Ø / 43.73722°N 15.40194°Ø |
| 32. | Vodenjak                | 80.964 m²     | 44 m  | 43°43′43″N 15°23′54″Ø / 43.72861°N 15.39833°Ø |
| 33. | Smokvenjak              | 79.108 m²     | 41 m  | 43°50′57″N 15°14′19″Ø / 43.84917°N 15.23861°Ø |
| 34. | Skrižanj Vela           | 71.701 m²     | 20 m  | 43°41′56″N 15°31′27″Ø / 43.69889°N 15.52417°Ø |
| 35. | Maslinjak               | 65.363 m²     | 39 m  | 43°47′57″N 15°17′43″Ø / 43.79917°N 15.29528°Ø |
| 36. | Jančar                  | 59.309 m²     | 20 m  | 43°43′10″N 15°25′50″Ø / 43.71944°N 15.43056°Ø |
| 37. | Sušica                  | 58.431 m²     | 21 m  | 43°49′42″N 15°15′06″Ø / 43.82833°N 15.25167°Ø |
| 38. | Grego (Garmenjak Mali)  | 50.204 m²     | 20 m  | 43°42′25″N 15°27′50″Ø / 43.70694°N 15.46389°Ø |
| 39. | Balun                   | 49.553 m²     | 29 m  | 43°48′22″N 15°15′16″Ø / 43.80611°N 15.25444°Ø |
| 40. | Mrtovac                 | 48.875 m²     | 36 m  | 43°49′32″N 15°13′48″Ø / 43.82556°N 15.23000°Ø |
| 41. | Prdusa Vela             | 48.779 m²     | 24 m  | 43°42′50″N 15°27′10″Ø / 43.71389°N 15.45278°Ø |
| 42. | Samograd                | 44.894 m²     | 33 m  | 43°41′16″N 15°33′27″Ø / 43.68778°N 15.55750°Ø |
| 43. | Ravna Sika              | 40.210 m²     | 30 m  | 43°44′45″N 15°25′32″Ø / 43.74583°N 15.42556°Ø |
| 44. | Plešćina                | 39.846 m²     |       | 43°48′28″N 15°16′13″Ø / 43.80778°N 15.27028°Ø |
| 45. | Panitula Mala           | 30.699 m²     |       | 43°45′15″N 15°21′15″Ø / 43.75417°N 15.35417°Ø |
| 46. | Strižnjak               | 26.778 m²     |       | 43°49′08″N 15°16′52″Ø / 43.81889°N 15.28111°Ø |
| 47. | Prdusa Mala             | 25.333 m²     | 25 m  | 43°42′30″N 15°27′10″Ø / 43.70833°N 15.45278°Ø |
| 48. | Purara                  | 24.423 m²     |       | 43°41′45″N 15°26′15″Ø / 43.69583°N 15.43750°Ø |
| 49. | Tovarnjak               | 23.841 m²     | 12 m  | 43°50′18″N 15°14′26″Ø / 43.83833°N 15.24056°Ø |
| 50. | Šilo Malo               | 20.691 m²     |       | 43°50′44″N 15°14′11″Ø / 43.84556°N 15.23639°Ø |
| 51. | Dragunarica Vela        | 17.344 m²     |       | 43°51′39″N 15°13′18″Ø / 43.86083°N 15.22167°Ø |
| 52. | Svršata Mala            | 15.159 m²     |       | 43°51′30″N 15°17′13″Ø / 43.85833°N 15.28694°Ø |
| 53. | Veseljuh                | 14.888 m²     |       | 43°45′50″N 15°21′55″Ø / 43.76389°N 15.36528°Ø |
| 54. | Puh                     | 13.625 m²     |       | 43°40′34″N 15°29′45″Ø / 43.67611°N 15.49583°Ø |
| 55. | Vrtlič                  | 13.625 m²     |       | 43°41′34″N 15°32′47″Ø / 43.69278°N 15.54639°Ø |
| 56. | Krpeljina               | 13.449 m²     |       | 43°45′16″N 15°24′22″Ø / 43.75444°N 15.40611°Ø |
| 57. | Skrižanj Mali           | 12.694 m²     |       | 43°42′04″N 15°31′12″Ø / 43.70111°N 15.52000°Ø |
| 58. | Babina Guzica           | 11.176 m²     |       | 43°42′35″N 15°29′54″Ø / 43.70972°N 15.49833°Ø |
| 59. | Rašipić                 | 10.872 m²     |       | 43°47′00″N 15°18′00″Ø / 43.78333°N 15.30000°Ø |
| 60. | Golić                   | 10.275 m²     |       | 43°48′47″N 15°16′33″Ø / 43.81306°N 15.27583°Ø |
| 61. | Arapovac                | 9.918 m²      |       | 43°47′42″N 15°17′59″Ø / 43.79500°N 15.29972°Ø |
| 62. | Kameni Puh              | 9.290 m²      |       | 43°40′35″N 15°31′09″Ø / 43.67639°N 15.51917°Ø |
| 63. | Smokvica Mala           | 9.285 m²      |       | 43°43′25″N 15°29′16″Ø / 43.72361°N 15.48778°Ø |
| 64. | Žakanac                 | 7.343 m²      |       | 43°43′15″N 15°25′40″Ø / 43.72083°N 15.42778°Ø |
| 65. | Puh Gornji              | 7.343 m²      |       | 43°40′27″N 15°29′58″Ø / 43.67417°N 15.49944°Ø |
| 66. | Vodeni Puh              | 6.766 m²      |       | 43°40′39″N 15°30′40″Ø / 43.67750°N 15.51111°Ø |
| 67. | Zornik                  | 6.635 m²      |       | 43°51′10″N 15°14′16″Ø / 43.85278°N 15.23778°Ø |
| 68. | Prišnjak Mali           | 6.464 m²      |       | 43°44′10″N 15°24′22″Ø / 43.73611°N 15.40611°Ø |
| 69. | Bisaga                  | 6.084 m²      |       | 43°44′43″N 15°25′18″Ø / 43.74528°N 15.42167°Ø |
| 70. | Babuljaši Veli          | 5.710 m²      |       | 43°47′56″N 15°17′04″Ø / 43.79889°N 15.28444°Ø |
| 71. | Blitvica                | 5.329 m²      |       | 43°46′19″N 15°21′20″Ø / 43.77194°N 15.35556°Ø |
| 72. | Obručan Mali            | 4.618 m²      |       | 43°50′08″N 15°13′14″Ø / 43.83556°N 15.22056°Ø |
| 73. | Babuljaši Mali          | 3.585 m²      |       | 43°48′02″N 15°17′18″Ø / 43.80056°N 15.28833°Ø |
| 74. | Bisagica                | 2.594 m²      |       | 43°48′11″N 15°17′26″Ø / 43.80306°N 15.29056°Ø |
| 75. | Hr Kaselica             | 2.469 m²      |       | 43°44′12″N 15°23′42″Ø / 43.73667°N 15.39500°Ø |
| 76. | Desetinjak              | 2.324 m²      |       | 43°42′22″N 15°27′44″Ø / 43.70611°N 15.46222°Ø |
| 77. | Hr Klint                | 2.288 m²      |       | 43°41′35″N 15°26′40″Ø / 43.69306°N 15.44444°Ø |
| 78. | Hridi Škanji (Škanj V.) | 2.015 m²      |       | 43°45′18″N 15°20′59″Ø / 43.75500°N 15.34972°Ø |
| 79. | Desetinjak D.           | 1.260 m²      |       | 43°42′32″N 15°27′33″Ø / 43.70889°N 15.45917°Ø |
| 80. | Desetinjak G.           | 1.210 m²      |       | 43°42′37″N 15°27′45″Ø / 43.71028°N 15.46250°Ø |
| 81. | Hr Volić                | 950 m²        |       | 43°42′00″N 15°25′50″Ø / 43.70000°N 15.43056°Ø |
| 82. | Hridi Kamičić           | 844 m²        |       | 43°47′35″N 15°16′57″Ø / 43.79306°N 15.28250°Ø |
| 83. | Hridi Škanji (Škanj M.) | 683 m²        |       | 43°45′19″N 15°21′04″Ø / 43.75528°N 15.35111°Ø |
| 84. | Hr Prišnjak             | 77 m²         |       | 43°50′10″N 15°14′11″Ø / 43.83611°N 15.23639°Ø |
| 85. | Hridi Kamičić           | 72 m²         |       | 43°47′32″N 15°16′57″Ø / 43.79222°N 15.28250°Ø |
| 86. | Dragunara Mala          | 50 m²         |       | 43°51′42″N 15°13′06″Ø / 43.86167°N 15.21833°Ø |
| 87. | Hr Kamičić              | 41 m²         |       | 43°46′06″N 15°21′05″Ø / 43.76833°N 15.35139°Ø |
| 88. | Hrid Grislac            | 26 m²         |       | 43°46′29″N 15°21′17″Ø / 43.77472°N 15.35472°Ø |
| 89. | Hr Kalafatin            | 4 m²          |       | 43°46′38″N 15°21′37″Ø / 43.77722°N 15.36028°Ø |